# 中山雅
中山 雅（なかやま まさし、1965年6月4日 - ）は、日本のカーデザイナー。マツダ株式会社デザイン本部長。

## 経歴
広島県出身。京都市立芸術大学美術学部デザイン科を卒業し、1989年にマツダに入社。インテリアデザイン担当としてデザイン本部に配属され、8代目ファミリアや、2代目デミオ、RX-8のインテリアを担当した。2001年からは欧州スタジオにて、2006年からはデザイン企画推進の主査としてアドバンスデザインを担当。その後初代CX-5と4代目ロードスターのチーフデザイナーを務めた。2016年には商品本部主査を兼任し、ロードスターの開発を率いた。2021年2月、デザイン本部長に就任。

## 代表作
- CX-5（2012年・KE型）
- ロードスター（2015年・ND型）
- ICONIC SP（2023年）[6]

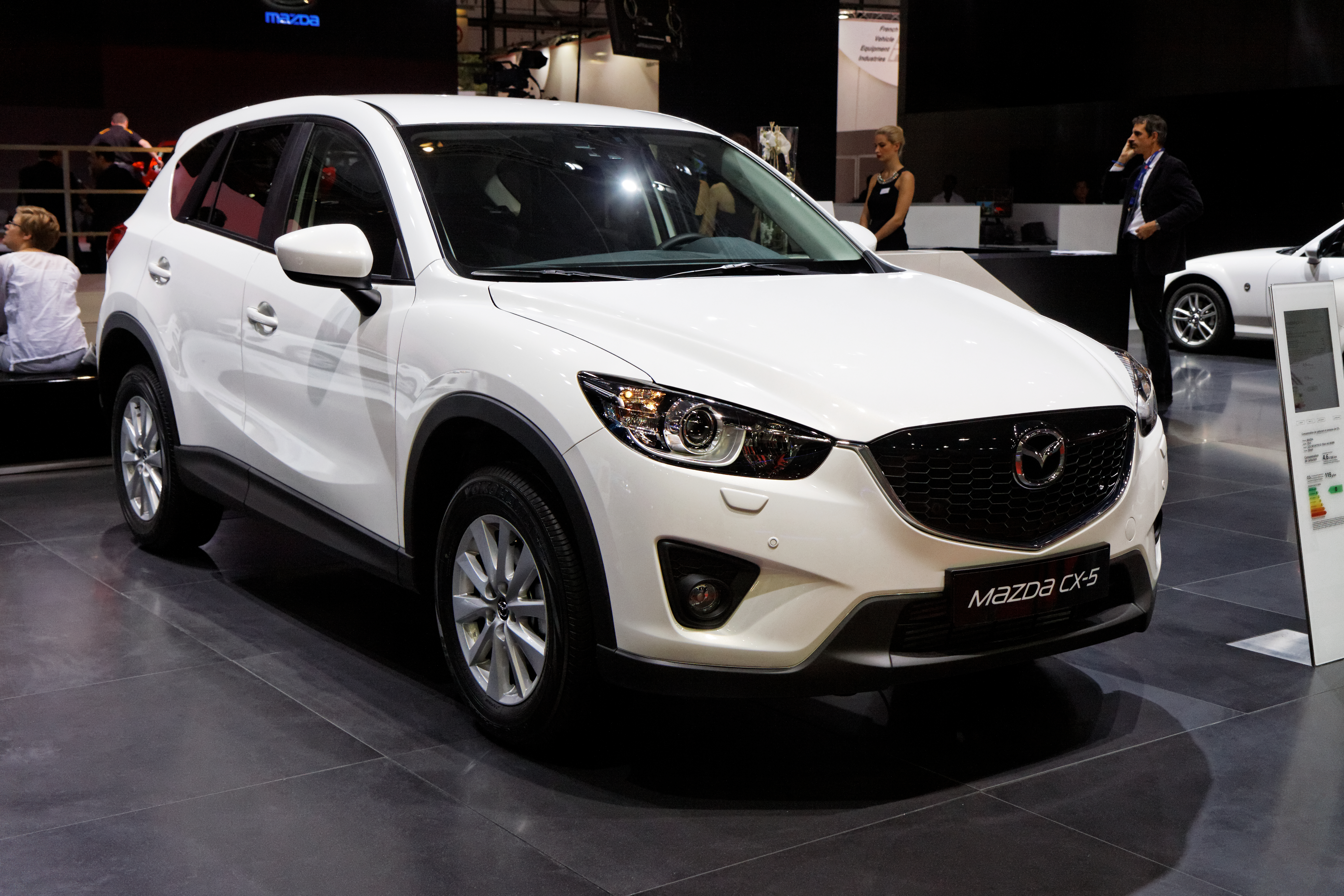
CX-5（2012年）
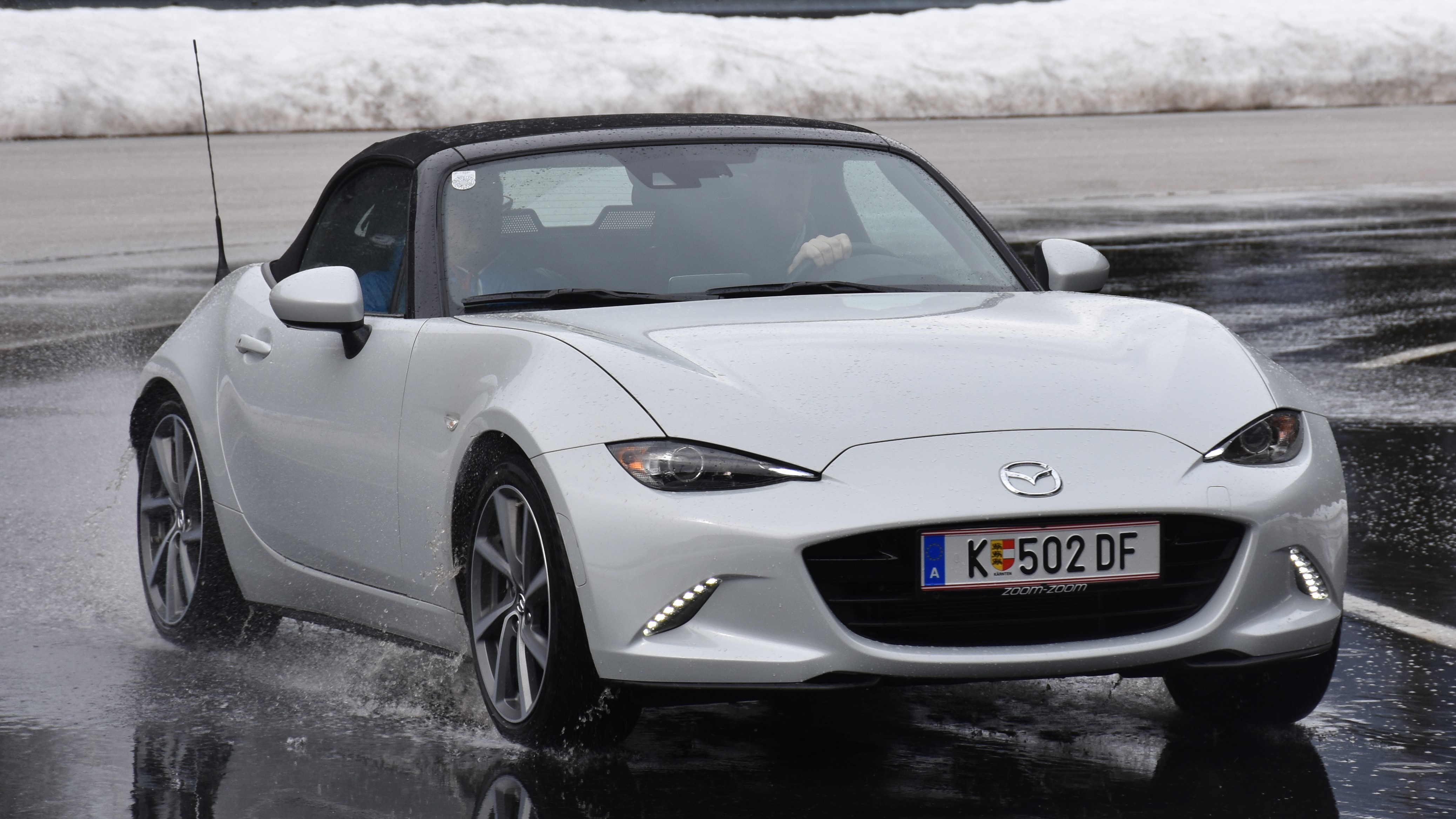
ロードスター（2015年）
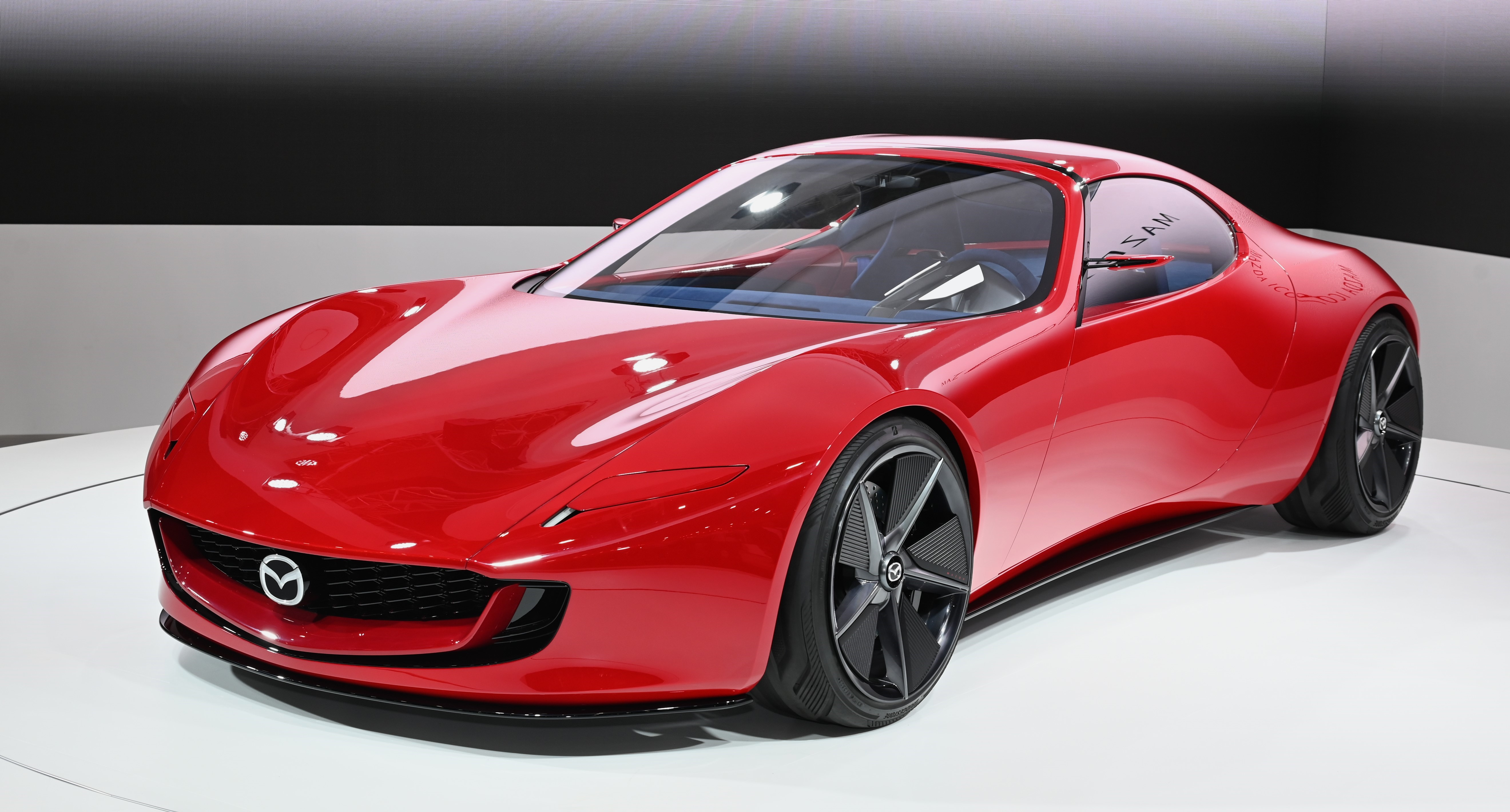
ICONIC SP（2023年）